# Helius (Helius) unicolor
Helius (Helius) unicolor is een tweevleugelige uit de familie steltmuggen (Limoniidae). De soort komt voor in het Oriëntaals gebied.